# 德钦石豆兰
德钦石豆兰（学名：Bulbophyllum otoglossum）为兰科石豆兰属下的一个种。

## 扩展阅读
維基物種上的相關：德钦石豆兰